# Szófér Eleizer
Szófér Eleizer Sussmann, Sofer Susman (Pozsony, 1828. február 28. – Paks, 1902. október 10.) 1855-től Kiskunhalas, 1886-tól haláláig Paks ortodox zsidó főrabbija.

## Élete
Szófér Mordechai Ephraim Fischel (1785–1843) pozsonyi rabbi fia, Szófér Chaim budapesti ortodox rabbi fivére.
Pozsonyban tanult. Előbb rabbihelyettes volt Pakson, majd Kiskunhalason működött 1855-túl 1886-ig. Veje volt Ungár Joél paksi rabbinak. Előbbi 1886-os halála után Szófér Eleizer az utóda lett Pakson főrabbiként. Mint hitszónok, nagy hírnévnek örvendett és Jalkut Eliezer című homiletikus derásái a legolvasottabb ilyen művek közé tartoztak.
1902-ben hunyt el 74 éves korában. Pakson temették el. Unokája Szófér Ábrahám sárvári rabbi mellett több más település rabbi is beszédet mondott a temetésén.

## Művei
A zsidó és talmudi irodalmat becses művekkel gyarapította, amelyek nemcsak Magyarországon, de messze külföldön is becsült nevet szereztek írójuknak. Az Agada és Halacha terén mozogtak ezek a művek, amelyek közül a Jalkut Eiezer-t, a Damesek Elieser-t, továbbá a Mikné- és Ét-Szofer-t lehet említeni.